# Mark Allen (snooker)
Pour les articles homonymes, voir Mark Allen et Allen.
Mark Allen est un joueur de snooker nord-irlandais né le 22 février 1986 à Antrim dans le comté d'Antrim en Irlande du Nord. En tant que joueur d'attaque, Allen a réussi plus de 600 centuries en carrière. Ce chiffre assez important le classe parmi ceux qui en ont réalisé le plus dans l'histoire du snooker.
Sa carrière est principalement marquée par des victoires au Masters 2018 et au championnat du Royaume-Uni 2022. Il s'adjuge dix autres victoires sur des tournois classés lors de l'Open mondial 2012, l'Open mondial 2013, le championnat des joueurs 2016, le championnat international 2018, l'Open d'Écosse 2018, l'Open d'Irlande du Nord à deux reprises, en 2021 et 2022, le Grand Prix mondial 2023, le Shoot-Out 2023 et le championnat des joueurs 2024. Il remporte également deux fois le champion des champions (2020 et 2023), considéré comme un deuxième Masters.
Il a réalisé trois breaks maximums, lors du championnat du Royaume-Uni 2016, lors de son Open national en 2021 et enfin lors des Masters 2024 face à Mark Selby.
Allen devient no 1 mondial pour la première fois de sa carrière à l'issue du championnat du monde 2024. Bien qu'il n'ait pas remporté ce tournoi, sa régularité et le gain de cinq tournois classés au cours des deux saisons précédentes lui permettent d'occuper la première place. De fait, il devient avec Ding Junhui le seul no 1 mondial de l'histoire n'ayant jamais été champion du monde.

## Carrière

### Débuts dans le snooker
Lorsqu'il était jeune, Allen avait pour habitude de jouer au Fountain Club d'Antrim, dans sa ville natale. Il y a remporté plusieurs compétitions juniors, telles que le championnat d'Irlande du Nord des moins de quatorze ans en 2000, ou encore le même tournoi dans d'autres catégories (moins de seize ans, moins de 18 ans et moins de 19 ans). À l'âge de seize ans, il réalise son premier break de 147 points.

### Premières années chez les professionnels (2002-2007)
Allen connait des débuts particulièrement prometteurs. Vainqueur du championnat du monde amateur en 2004, il se révèle au championnat du Royaume-Uni 2005. Alors non classé, il parvient à dominer le 23e joueur mondial, David Gray au premier tour. Il s'incline ensuite contre Steve Davis (9-7). 
L'année suivante, il se sort des qualifications pour le championnat du monde et élimine même le 3e mondial, Ken Doherty, sur le score de 10-7. Il est éliminé au tour suivant par Matthew Stevens (13-9) et se voit grimper au 29e rang du classement mondial.

### Premières finales et premiers titres (2009-2017)
En 2009, il est demi-finaliste du championnat du monde, éliminé par John Higgins. Au cours de la compétition, Allen parvient à éliminer le tenant du titre qui n'est autre que Ronnie O'Sullivan à cette époque. Allen arrive d'ailleurs à rejoindre les quarts de finale des deux éditions suivantes, mais s'y incline à chaque fois,. En 2011, il atteint sa première finale sur un tournoi de classement au championnat du Royaume-Uni. Après avoir profité d'un tableau assez libéré, il est battu par Judd Trump. Toujours en 2011, il atteint sa toute première demi-finale au Masters, où il est battu par Marco Fu (6-4), malgré avoir mené 4 à 1. Il connait ensuite ses premiers succès en tournois, en remportant ses premiers titres classés à l'Open mondial 2012, aux dépens de Stephen Lee et 2013 face à Matthew Stevens. 

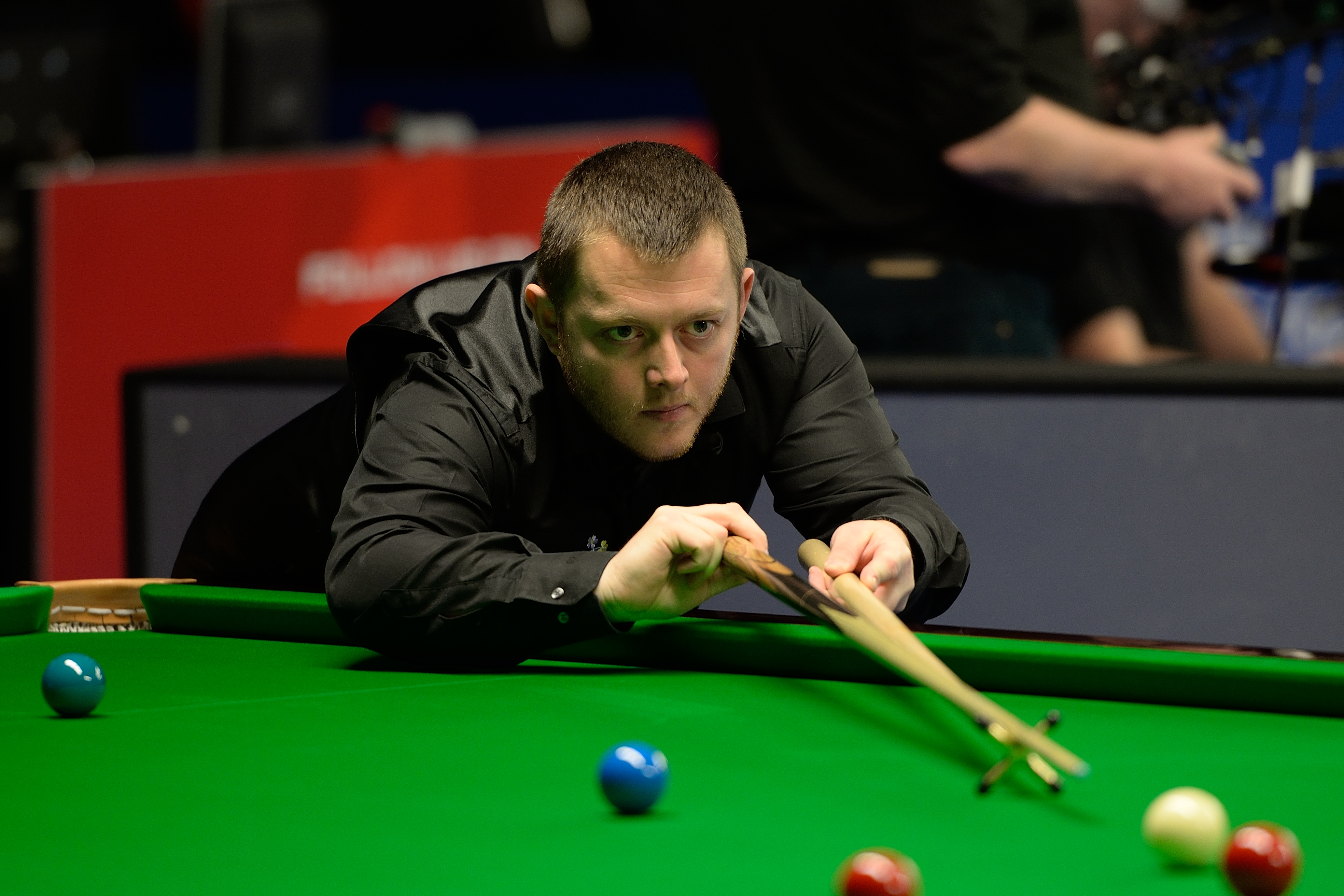
Mark Allen en 2015.

En 2014, Allen montre sa régularité : il aligne quatre finales de suite et remporte le Classique Paul Hunter. Il perd cependant les trois autres au Masters de Shanghai, au championnat international 2014 et à l'Open de Riga. En 2015, il aligne une nouvelle demi-finale au Masters. Après une bonne entame et la victoire sur les deux premières manches, il s'incline sur le score de 6 à 2 contre Shaun Murphy. La même année, il perd en finale du champion des champions contre Neil Robertson (10-5). Sa victoire lors du tournoi final du championnat du circuit des joueurs 2015-2016 contre Ricky Walden constitue son premier sacre sur le sol britannique. Il réalise également en 2016 son premier break de 147 points sur le circuit professionnel à l'occasion du championnat du Royaume-Uni. L'année suivante, Allen se hisse en finale du prestigieux championnat international. Malgré un bon niveau de jeu, il perd contre Mark Selby (10-7).

### Titre de Masters et meilleur classement (2018-2021)
Au cours de l'année 2018, Allen remporte son premier titre sur un tournoi de la triple couronne en battant l'Anglais Kyren Wilson en finale du Masters. En fin de saison 2017-2018, il atteint un nouveau quart de finale au championnat du monde. Cette fois-ci, c'est Kyren Wilson qui a raison de lui. Il ajoute aussi deux autres tournois classés à son palmarès : le championnat international (victoire sur Neil Robertson) et l'Open d'Écosse (victoire sur Shaun Murphy). Il dispute également de nouveau la finale au championnat du Royaume-Uni, battu par Ronnie O'Sullivan. Il atteint par la même occasion son meilleur classement en carrière : celui de no 5 mondial.

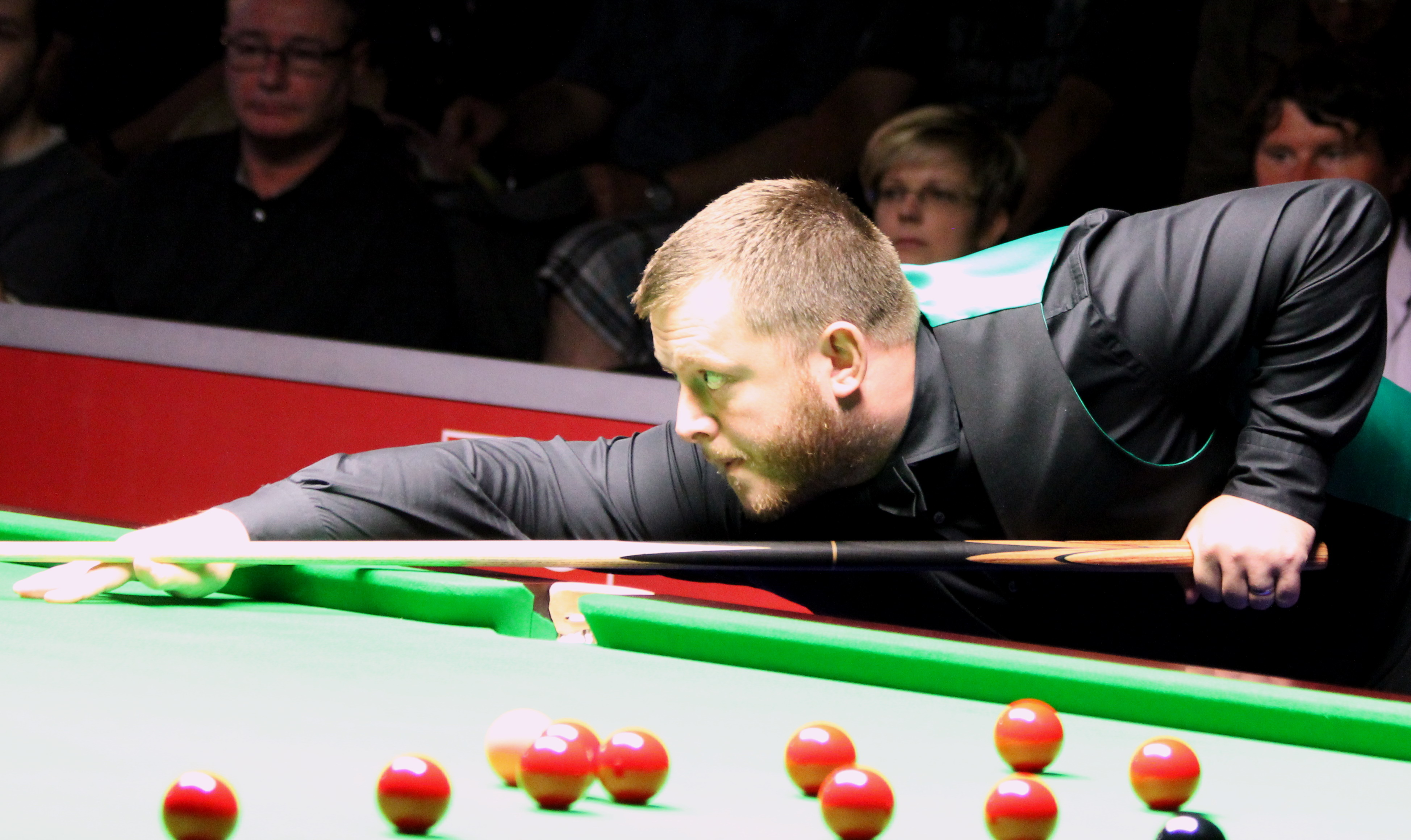
Mark Allen évoluant à la table.

Pendant la saison 2019-2020, Allen échoue à six reprises au stade des demi-finales de tournois, ne parvenant à tirer son épingle du jeu que sur sa huitième tentative, lorsqu'il domine Mark Selby en demi-finale du championnat du circuit. Opposé à Stephen Maguire en finale, il s'incline par 10 manches à 6.
Allen réalise une saison 2020-2021 trop médiocre dans les tournois classés, ce qui ne lui permet pas de conserver sa place parmi les dix meilleurs joueurs du monde, retombant au 12e rang du classement mondial. Toutefois, il est l'auteur d'un bon tournoi au tournoi des champions, où il bat coup sur coup les trois premiers joueurs du classement (Ronnie O'Sullivan, Judd Trump et Neil Robertson) pour soulever son premier titre dans cette épreuve. 
La saison suivante est meilleure pour le Nord-irlandais. En août 2021, Mark Allen se qualifie pour une nouvelle finale en tournoi de classement au championnat de la ligue, après des victoires notables sur Ricky Walden, Tom Ford et Kyren Wilson, 3-0 à chaque fois. Il est toutefois battu par David Gilbert (3-1), mais se console en empochant la prime du meilleur break, pour avoir réalisé un 146 contre Wilson. Allen remporte son Open national en 2021 en battant John Higgins en manche décisive et réalise un break maximum au premier tour. Il qualifie cet exploit comme l'un des plus beaux moments de sa carrière.

### Transformation physique, titre au championnat du Royaume-Uni et première place mondiale (depuis 2022)
Début octobre 2022, Allen se présente à l'Open de Grande-Bretagne en ayant suivi un régime alimentaire qui lui a permis de perdre plus de 20 kg. Il explique cette décision brutale par la mise en garde d'un ami concernant sa santé. Pour Allen, son surpoids pouvait aussi avoir des conséquences désastreuses sur son snooker lors des matchs de longue durée. Allen parvient alors à se hisser en finale où il est battu par le Gallois Ryan Day sur le score de 10-7, alors qu'il menait 7-6. Quelques jours après, Allen défend avec succès son titre à l'Open d'Irlande du Nord, dominant le Chinois Zhou Yuelong et s'adjugeant ainsi son septième titre majeur. À York, à l'occasion du championnat du Royaume-Uni, fort de ses précédents succès, il se qualifie pour la finale sans développer son meilleur snooker. Mené 6-2 par Ding Junhui, il réussit quand même à se sublimer, remportant sept parties consécutives pour s'imposer 10-7. Cette victoire marque son retour dans le top 5 mondial. Allen enchaine un troisième succès lors de la saison 2022-2023 en s'imposant au Grand Prix mondial face à Judd Trump dans la manche décisive. Allen termine sa saison sur une bonne note puisqu'il parvient à se hisser en demi-finale du championnat du monde pour la première fois en quatorze ans. Profitant d'un tableau relativement aéré, il est éliminé par Mark Selby (17-15).
Après un début de saison 2023-2024 plus difficile, Allen retrouve le goût de la victoire lors du champion des champions qu'il remporte pour la deuxième fois de sa carrière, dominant Judd Trump en finale (10-3). En décembre, il s'adjuge son dixième titre de classement lors du Shoot-Out, où il est tête de série principale. Lors de la dernière journée de compétition, Allen prouve la solidité de son jeu de défense en verrouillant constamment ses différents adversaires. Fin février, il remporte son deuxième championnat des joueurs face à la révélation de la saison 2023-2024, Zhang Anda (10-8). En mai 2024, Allen devient no 1 mondial pour la première fois de sa carrière, bien qu'il s'incline tôt au championnat du monde. Il profite en effet des pertes de points importantes de ses rivaux Trump et O'Sullivan pour effectuer cette progression. Il clôture l'année par un titre sur les Masters mondiaux, tournoi sur lequel les enjeux financiers sont supérieurs aux enjeux sportifs. En panne de résultats sur la deuxième partie de la saison, il remporte la deuxième édition de la coupe internationale d'Helsinki en mai 2025 face à Zhang Anda.

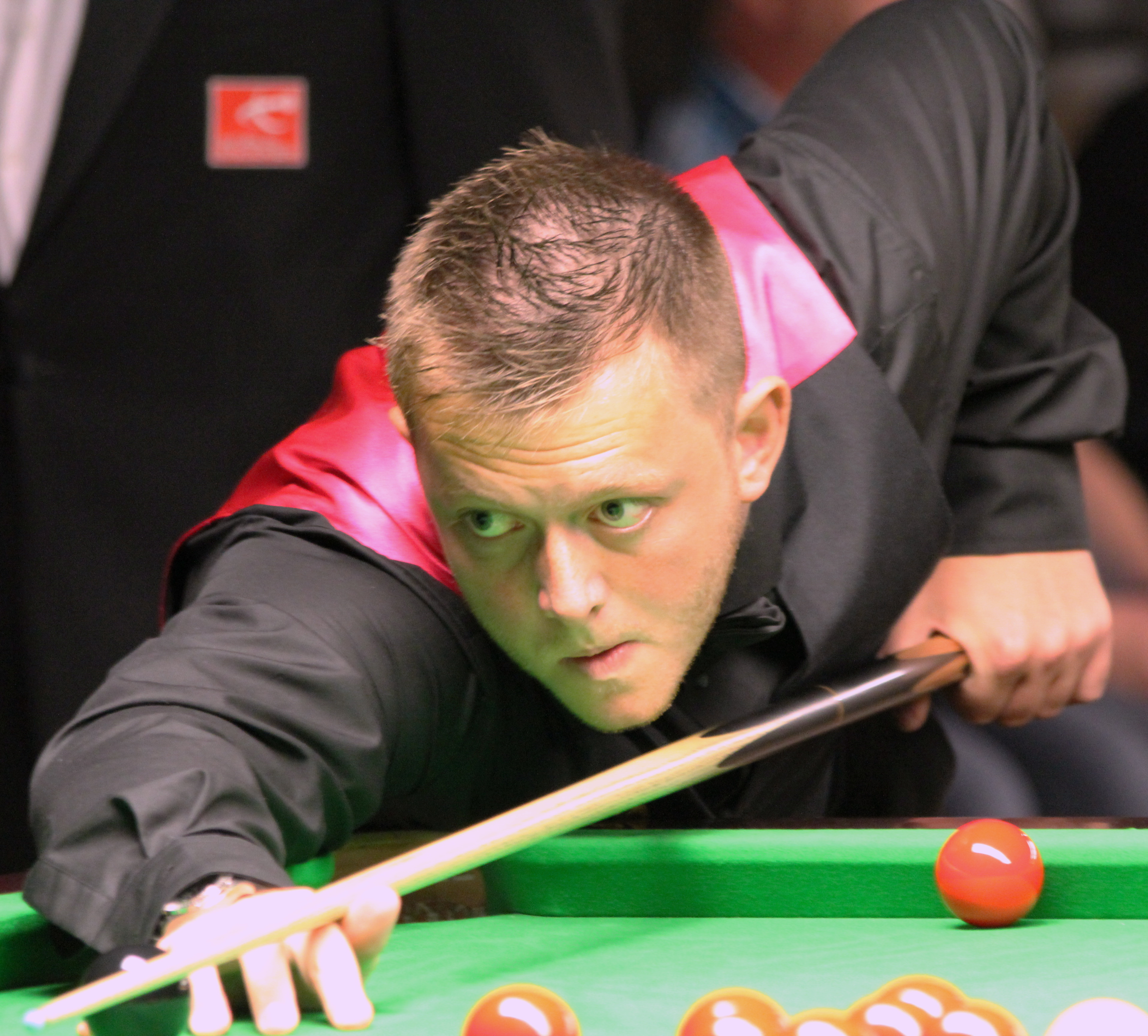
Mark Allen au classique Paul Hunter 2012.

## Rivalités sportives
Allen a eu une rivalité avec le joueur Stuart Bingham. Après la défaite de Bingham contre Ding Junhui au championnat du monde 2011, Allen a dit que Bingham « n'avait pas de bouteille » et qu'il était incapable de supporter la pression. Allen a aussi avoué avoir déjà eu quelques soucis avec Bingham et qu'il ne s'était jamais entendu avec lui. Bingham a alors répondu en disant que Allen était un « idiot ». Avant leur rencontre à l'Open d'Australie 2011, le climat est tendu entre les deux hommes ; avant le match, Bingham a annoncé être prêt à en découdre avec Allen et n'a pas caché son envie de le battre. Bingham a ensuite remporté le match sur le score de 5-3. Après le tirage au sort pour le championnat du Royaume-Uni 2011, un éventuel affrontement entre les deux en quart de finale s'est révélé possible. Anticipant bien la rencontre, Bingham ne s'est pas attardé de réagir : « Notre querelle n'est pas terminée. Si nous venions à nous jouer, je ferais tout pour ne pas lui parler avant et pendant le match. ». Le match n'a cependant pas eu lieu puisque Bingham s'est incliné dès le premier tour. 
À l'approche du championnat du monde 2013, Allen a dit n'avoir « aucun problème » avec Bingham. Il a même avoué s'être trompé sur les jugements qu'il avait pu tirer puisque Bingham a remporté ses premiers succès classés. Les deux ont d'ailleurs été dîner ensemble pour se réconcilier.
Après son titre au championnat du monde 2015, Bingham a tenu à remercier son rival puisque depuis qu'il a lancé leur rivalité en 2011, Bingham est devenu un autre joueur.
Allen connait aussi une rivalité avec Mark Joyce et n'a jamais caché qu'il n'aimait pas ce joueur en disant : « Je déteste Mark Joyce ; c'est une bite sur et en dehors de la table. Je suis même persuadé que sa mère ne l'aime pas. ». Pendant leur rencontre à l'Open d'Irlande du Nord 2016, Allen a accusé son adversaire d'antijeu et de matraquage psychologique.

## Controverses

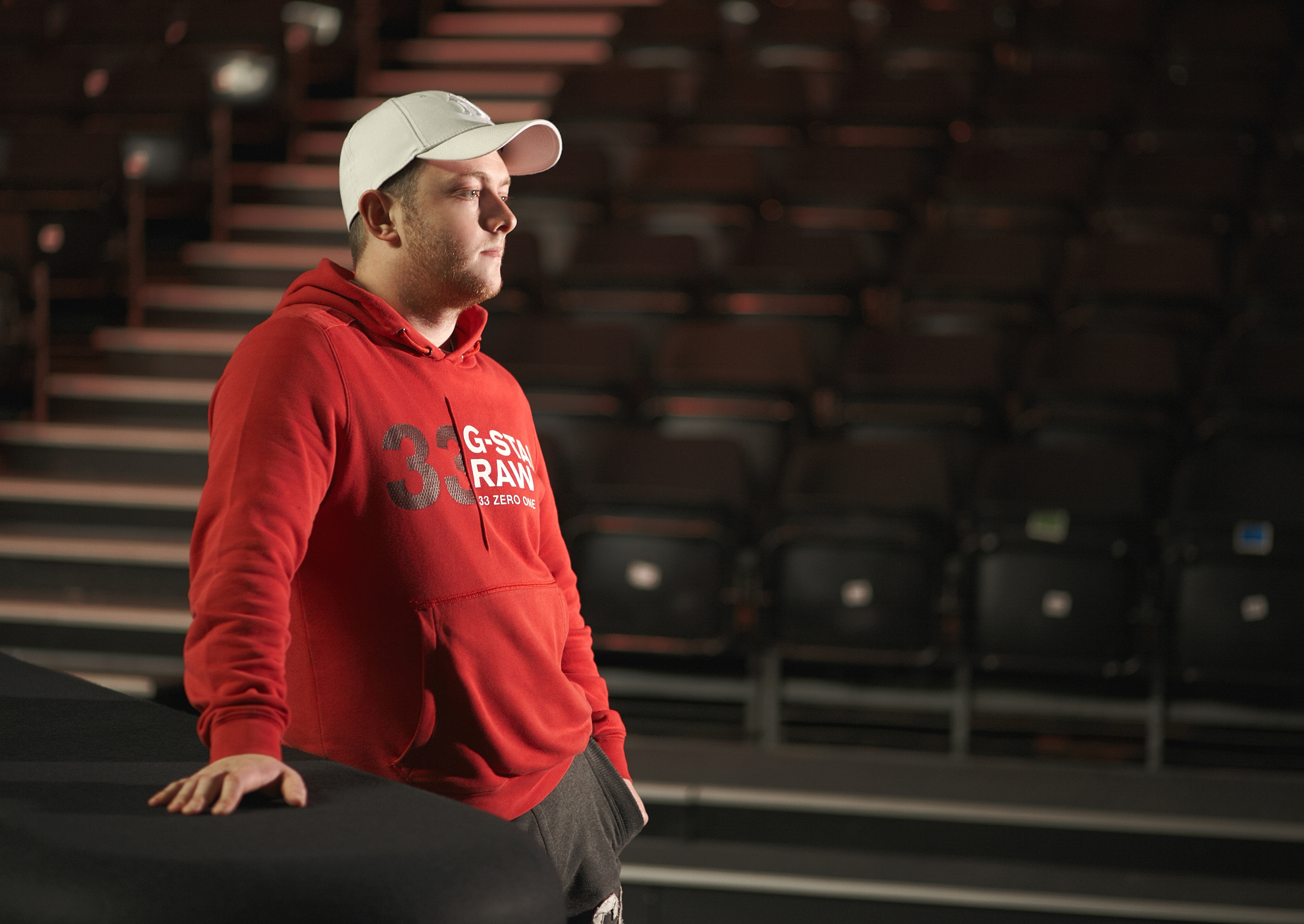
Mark Allen au Masters 2012.

En conférence de presse après sa victoire au premier tour du championnat du Royaume-Uni 2011, Allen a appelé le président de la WPBSA à démissionner. Il s'est justifié par le fait que Barry Hearn avait promis de ne modifier aucun tournoi majeur dans le calendrier. Malgré cette promesse, Hearn a réduit le format du championnat du Royaume-Uni. Allen enchaîne en disant que l'entrain des spectateurs continue de régresser ; il dit : « L'entrain autour du snooker se rapproche de celui des fléchettes. La tradition du snooker est en train de disparaître. ». La fédération annonce par la suite que Allen fera l'objet d'un comité de discipline pour avoir discrédité le jeu. Hearn répond d'ailleurs lui-même et dit : « Je suis beaucoup trop occupé pour m'occuper des idioties d'un petit garçon. ». En apprenant que Hearn était en congé à ce moment-là, Allen a parlé d'abus de la part du président de la fédération. Par la suite, les deux hommes se sont rencontrés pour régler leur différend. Allen a du ensuite payer une amende de 250 £ pour ses propos.
Quelques mois après, Allen se plaint des conditions de jeu sur l'Open mondial. Il dit sur un post twitter que les journées en Chine sont « horribles » et que la nourriture est « immangeable ». À la suite de cette plainte, Allen a dû supprimer son compte twitter et payer une caution de 1 000 £,.
À la suite de sa défaite au premier tour du championnat du monde 2012 contre Cao Yupeng, il accuse ouvertement son adversaire de triche et de comportement antisportif lorsque ce dernier n'a pas reconnu une faute. Allen a ensuite affirmé que les différences entre Britanniques et Asiatiques étaient sources de problèmes. Il a pris l'exemple de deux joueurs : Liang Wenbo et Marco Fu. À la suite de ce nouvel abus, Hearn a sanctionné Allen d'un nouveau comité de discipline, d'une amende de 11 000 £ et d'un bannissement de trois mois.
Avant le championnat du monde 2013, Allen a renouvelé ses critiques contre Hearn en s'opposant au fait que les joueurs étaient obligés de payer leurs propres frais d'avion depuis la présidence de Hearn. Il a enchaîné en disant qu'après cette nouvelle plainte, il serait probablement privé de ses primes annuelles.
Lors du Grand Prix mondial 2019, Allen concède soudainement son match qui l'oppose à Ali Carter après avoir raté une bille.

## Vie privée
Avant de s'orienter vers le snooker, Mark Allen pouvait prétendre à une carrière dans le football.
Il a eu une relation avec Reanne Evans, elle aussi joueuse de snooker. De cette union est née Lauren en 2006. Ils se sont séparés en 2011 et Allen a révélé souffrir d'une dépression à ce moment-là. Pour se soigner, Allen a révélé avoir eu recours à des séances avec un psychologue. En cette même année 2011, Allen a entamé une nouvelle relation avec Kyla McGuigan, la mère du joueur Robbie McGuigan,. Le couple se marie en 2013. En 2017, ils donnent naissance à une fille prénommée Harleigh.

## Palmarès

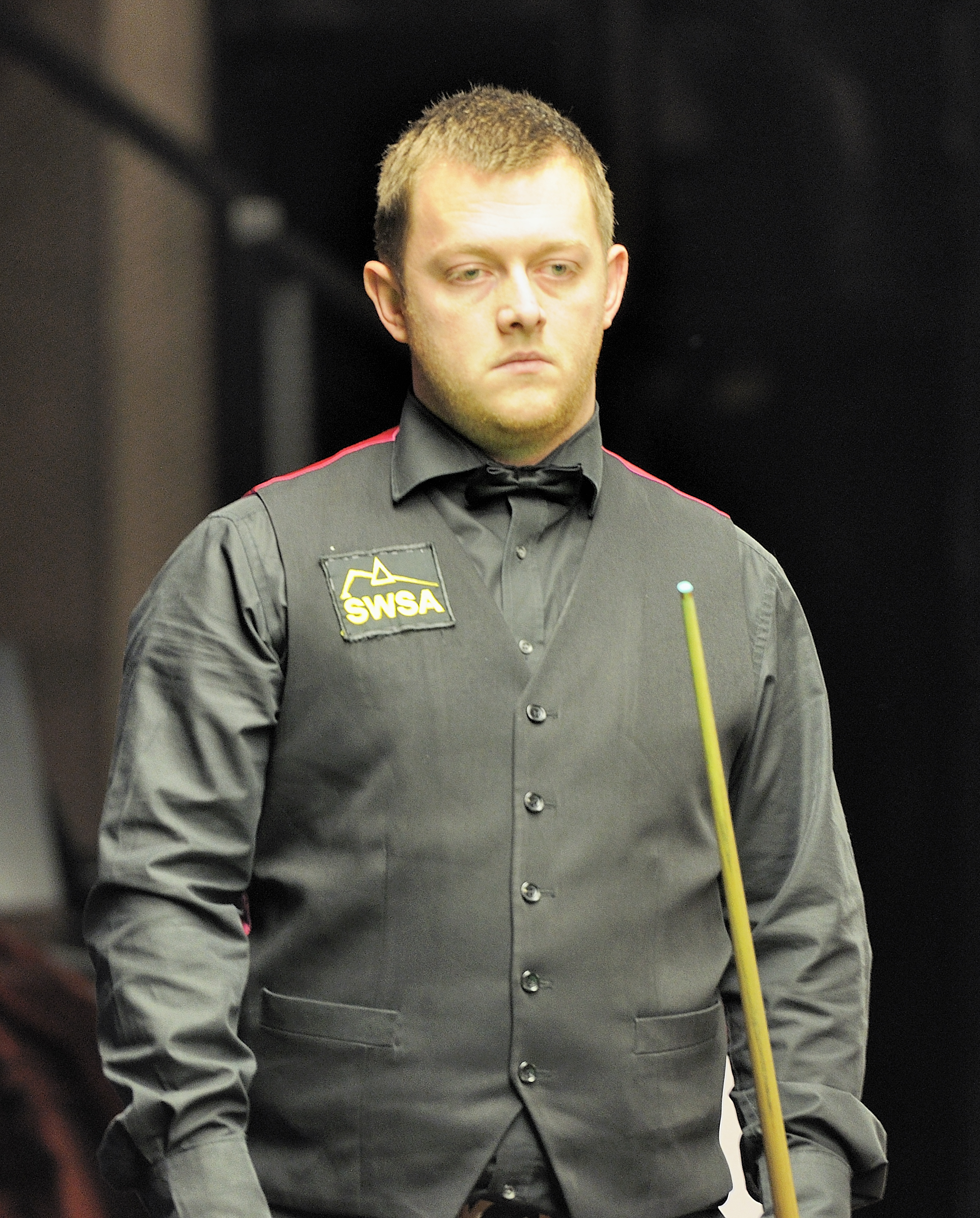
Mark Allen au Masters d'Allemagne 2014.

| Légende | Catégorie                      | Titres                         | Finales                        |
|         | Tournois classés               | 11                             | 8                              |
|         | Tournois classés mineurs       | 5                              | 1                              |
|         | Tournois non classés           | 6                              | 3                              |
|         | Tournois en équipes            | 1                              | 1                              |
|         | Tournois pro-am                | 4                              | 1                              |
|         | Circuit du challenge           | 0                              | 1                              |
|         | Tournois amateurs              | 5                              | 1                              |
| Gras    | Tournois de la triple couronne | Tournois de la triple couronne | Tournois de la triple couronne |

### Titres

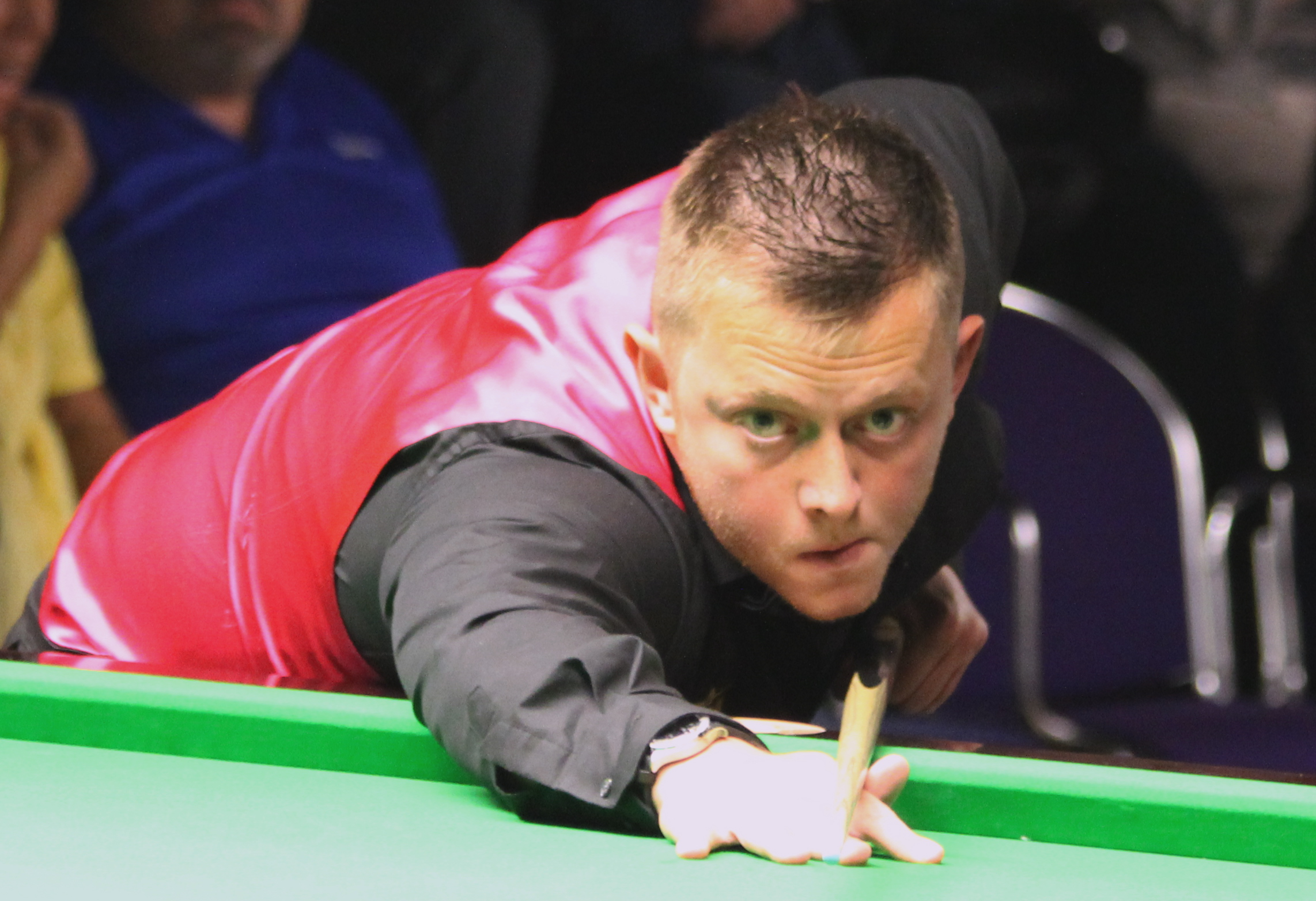
Mark Allen en 2012.

| Saison    | Nom du tournoi                                              | Lieu           | Finaliste                   | Score | Tableau |
| 2003      | Championnat d'Irlande du Nord amateur                       | Antrim         | Collin Bingham              | 10-4  |         |
| 2004      | Championnat d'Europe amateur                                | Völkermarkt    | Alex Borg                   | 7-6   |         |
| 2004      | Championnat du monde amateur                                | Veldhoven      | Steve Mifsud                | 11-6  |         |
| 2004      | Trophée Barry McNamee                                       | Dungannon      | Kieran McMahon              | 6-1   |         |
| 2005      | Championnat d'Europe amateur des moins de 21 ans            | Iekaterinbourg | Chris Norbury               | 6-5   |         |
| 2005      | Championnat d'Irlande du Nord amateur (2)                   | Antrim         | Kieran McMahon              | 10-1  |         |
| 2005      | Trophée Barry McNamee (2)                                   | Dungannon      | Joe Delaney                 | 6-5   |         |
| 2006      | Championnat du monde par équipes mixtes (avec Reanne Evans) |                | Matthew Couch Sonia Chapman | 3-0   |         |
| 2007      | Trophée Barry McNamee (3)                                   | Dungannon      | Joe Swail                   | 3-1   |         |
| 2008      | Trophée Barry McNamee (4)                                   | Dungannon      | David Morris                | 3-1   |         |
| 2009-2010 | Classique de Jiangsu                                        | Jiangsu        | Ding Junhui                 | 6-0   | Tableau |
| 2011-2012 | Open mondial                                                | Haikou         | Stephen Lee                 | 10-1  | Tableau |
| 2012-2013 | Open d'Anvers                                               | Anvers         | Mark Selby                  | 4-1   | Tableau |
| 2012-2013 | Open mondial (2)                                            | Haikou         | Matthew Stevens             | 10-4  | Tableau |
| 2013-2014 | Open de la Ruhr                                             | Mülheim        | Ding Junhui                 | 4-1   | Tableau |
| 2013-2014 | Coupe Kay Suzanne                                           | Gloucester     | Judd Trump                  | 4-1   | Tableau |
| 2014-2015 | Classique Paul Hunter                                       | Fürth          | Judd Trump                  | 4-2   | Tableau |
| 2015-2016 | Open de Bulgarie                                            | Sofia          | Ryan Day                    | 4-0   | Tableau |
| 2015-2016 | Championnat du circuit des joueurs                          | Manchester     | Ricky Walden                | 10-6  | Tableau |
| 2017-2018 | Masters                                                     | Londres        | Kyren Wilson                | 10-7  | Tableau |
| 2018-2019 | Championnat international                                   | Daqing         | Neil Robertson              | 10-5  | Tableau |
| 2018-2019 | Open d'Écosse                                               | Glasgow        | Shaun Murphy                | 9-7   | Tableau |
| 2020-2021 | Champion des champions                                      | Milton Keynes  | Neil Robertson              | 10-6  | Tableau |
| 2021-2022 | Open d'Irlande du Nord                                      | Belfast        | John Higgins                | 9-8   | Tableau |
| 2022-2023 | Open d'Irlande du Nord (2)                                  | Belfast        | Zhou Yuelong                | 9-4   | Tableau |
| 2022-2023 | Championnat du Royaume-Uni                                  | York           | Ding Junhui                 | 10-7  | Tableau |
| 2022-2023 | Grand Prix mondial                                          | Cheltenham     | Judd Trump                  | 10-9  | Tableau |
| 2023-2024 | Champion des champions (2)                                  | Bolton         | Judd Trump                  | 10-3  | Tableau |
| 2023-2024 | Snooker Shoot-Out                                           | Swansea        | Cao Yupeng                  | 1-0   | Tableau |
| 2023-2024 | Championnat des joueurs (2)                                 | Telford        | Zhang Anda                  | 10-8  | Tableau |
| 2024-2025 | Masters mondiaux                                            | Riyad          | Luca Brecel                 | 5-1   | Tableau |
| 2025-2026 | Coupe internationale d'Helsinki                             | Helsinki       | Zhang Anda                  | 6-3   |         |

### Finales perdues
| Saison    | Nom du tournoi                                   | Lieu           | Vainqueur         | Score | Tableau |
| 2004      | Championnat d'Europe amateur des moins de 19 ans | Wellingborough | Jamie Jones       | 3-6   |         |
| 2004-2005 | Circuit du challenge (épreuve 3)                 | Prestatyn      | James McBain      | 3-6   |         |
| 2009-2010 | Championnat de la ligue                          | Stock          | Marco Fu          | 2-3   |         |
| 2011-2012 | Coupe du monde                                   | Bangkok        | Chine             | 2-4   |         |
| 2011-2012 | Championnat du Royaume-Uni                       | York           | Judd Trump        | 8-10  | Tableau |
| 2012-2013 | Snooker Shoot-Out                                | Blackpool      | Martin Gould      | 0-1   |         |
| 2014-2015 | Open de Riga                                     | Riga           | Mark Selby        | 3-4   | Tableau |
| 2014-2015 | Masters de Shanghai                              | Shanghai       | Stuart Bingham    | 3-10  | Tableau |
| 2014-2015 | Championnat international                        | Chengdu        | Ricky Walden      | 7-10  | Tableau |
| 2014-2015 | Champion des champions                           | Coventry       | Neil Robertson    | 5-10  |         |
| 2017-2018 | Championnat international (2)                    | Daqing         | Mark Selby        | 7-10  | Tableau |
| 2018-2019 | Championnat du Royaume-Uni (2)                   | York           | Ronnie O'Sullivan | 6-10  | Tableau |
| 2019-2020 | Pink Ribbon                                      | Gloucester     | Stuart Bingham    | 3-4   |         |
| 2019-2020 | Championnat du circuit                           | Milton Keynes  | Stephen Maguire   | 6-10  | Tableau |
| 2021-2022 | Championnat de la ligue                          | Leicester      | David Gilbert     | 1-3   | Tableau |
| 2022-2023 | Open de Grande-Bretagne                          | Milton Keynes  | Ryan Day          | 7-10  | Tableau |